# 소닉 점프
《소닉 점프》(Sonic Jump, ソニックジャンプ)는 소닉 팀이 개발하고 세가가 출시한 플랫폼 게임이다. 2005년 2월 21일 일본에서 모바일로 출시되었으며 한국에서는 2007년에 세가 코리아가 정식 유통하여 KTF 매직엔에 서비스 되었다. 그 이후 2010년 하드라이트가 아이폰용 리메이크로 개발하였고 그 다음으로는 소닉 점프 피버가 만들어졌다. 조선민주주의인민공화국에서는 스마트폰 아리랑 151에 고속조약(高速跳躍)이라는 제목으로 비공식 출시되었다.

## 스토리
- 이전 스토리

테일즈가 납치되어서 소닉이 구하러가는 내용(…)
- 현재(모바일 버전) 스토리

동물들이 납치되어 소닉이 구하러 가는 스토리이다.

## 소닉 점프 피버
소닉 점프의 후속작으로, 2014년 7월 10일 출시되었다.